# Адлер, Стив
Стив Адлер (англ. Steve Adler) — государственный и политический деятель Соединённых Штатов Америки, занимает должность мэра Остина с 6 января 2015 года.

## Биография
Родился 23 марта 1956 года в Вашингтоне, столице Соединённых Штатов Америки. В 1978 году окончил Школу общественных и международных отношений имени Вудро Вильсона при Принстонском университете. В 1982 году окончил юридический факультет Техасского университета в Остине. После окончания университета, Стив Адлер остался жить в Остине и занялся юриспруденцией. 
В 2014 году Стив Адлер принял решение поучаствовать в выборах мэра города Остин в качестве кандидата. Победил на выборах с большим отрывом и 6 января 2015 года занял кресло мэра Остина, став вторым в истории города мэром еврейского происхождения. В апреле 2016 года Стив Адлер посетил Копенгаген, где принял участие в инновационном мероприятии Smart City Challenge.